# کاج پادشاه ویلیام
کاج پادشاه ویلیام(نام علمی: Athrotaxis selaginoides) نام یک گونه از سرده سروهای آثروتاکسیز است.

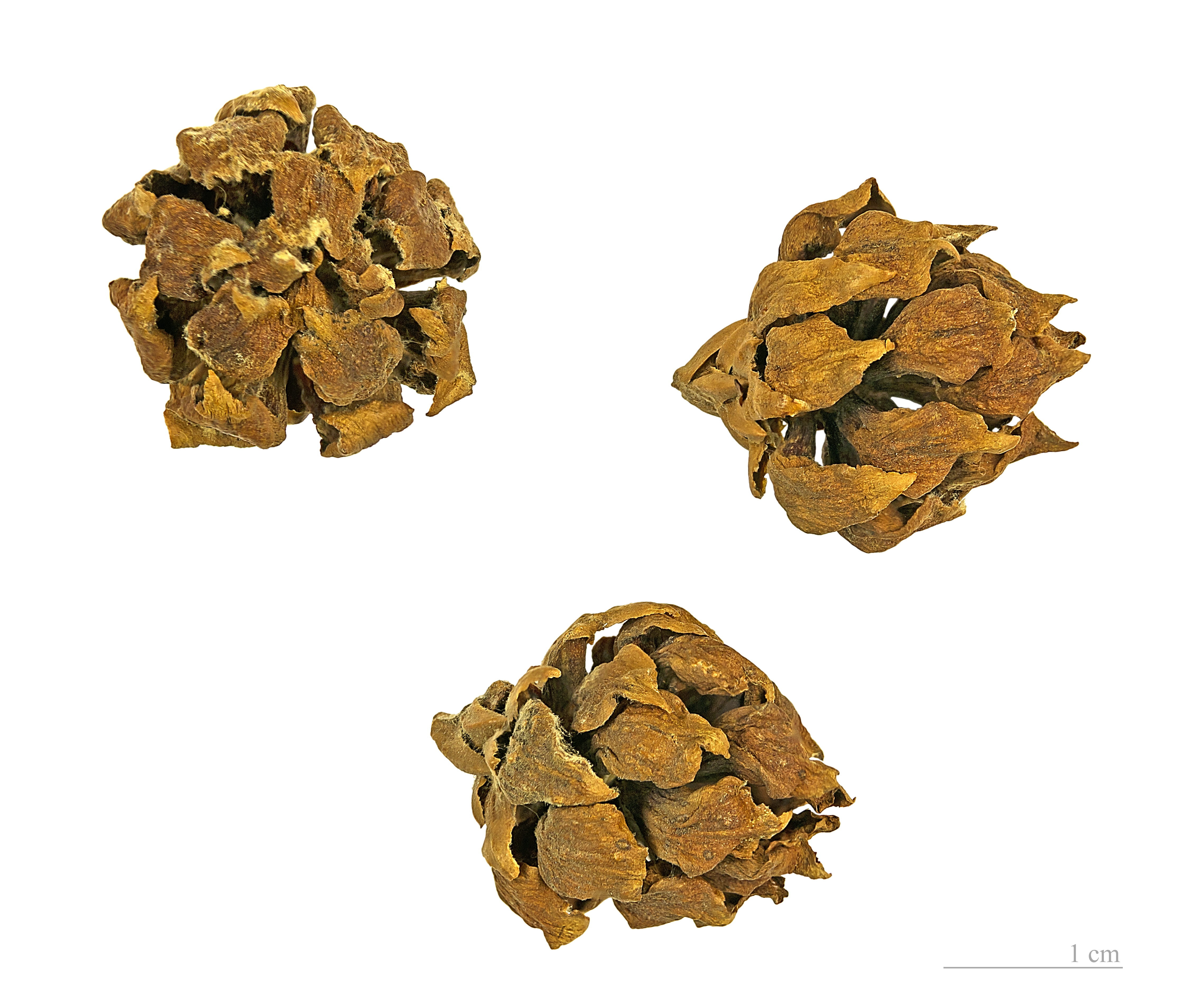
میوه کاج